# Чурюк-Су
Чурюк-Су (также Чорох-Су, Малый Индол, Ширин-Су, Рассан-Бай; укр. Чурюк-Су, крымскотат. Çürük Suv, Чюрюк Сув) — река на северо-востоке равнинно-степного Крыма. Относится к бассейну южного Сиваша. Длина реки 33 км, площадь водосборного бассейна 204 км² (по другим данным — 148 км²), уклон реки 6,7 м/км Средний расход воды — 0,12 м³/с.
Берёт начало на восточной оконечности Главной гряды Крымских гор. В верхнем течении русло лежит среди невысоких гор и холмов, в нижнем — это типичная степная речка. Впадает в мелководную заболоченную лагуну Сиваша примерно в 5 км к северо-востоку от села Васильковое, но со второй половины XX века достигает Сиваша только в очень полноводные годы. Русло в нижнем течении на протяжении 11,4 км спрямлено и превращено в главный коллектор № 26 (ГК-26) с площадью дренажной сети 3090 гектаров Северо-Крымского канала. Маловодность реки объясняется несколькими факторами: небольшим количеством осадков в этой относительно засушливой местности, малой площадью водосбора, а также почти полным отсутствием питающих карстовых источников.
Маловыраженная долина реки густо заселена — на реке расположены населённые пункты: Изюмовка, Первомайское, Садовое, Изобильное, Маковское, Журавки, Новопокровка и Васильковое.

## Гидрография
Исток Чурюк-Су находится за западной окраиной города Старый Крым, у северного склона горы Грыця (665 м), немного южнее шоссе 35К-003 Симферополь — Феодосия. По другим источникам — образуется слиянием рек-истоков Старокрымской и Монастырской, на высоте 220 м над уровнем моря, но на карте река называется Чурюк-Су ещё до слияния. Протекает через город Старый Крым. В 1956 году близ города на реке было построено Старокрымское водохранилище, которое собирает часть её стока, особенно паводковые воды. Позднее было сооружено Новопокровское водохранилище, а также 9 прудов: Изюмовский; каскад из 4-х прудов в селе Первомайское; Изобильненский и 2 Журавских пруда (Верхний и Нижний).
У Чурюк-Су, согласно справочнику «Поверхностные водные объекты Крыма», 5 безымянных притоков, длиной менее 5 километров и 2 более крупные — реки Старокрымская и Монастырская. Недалеко от истока в реку впадают маловодные балки: с левого берега Агармышская, с правого — Бакаташская; в среднем течении (в селе Новопокровка) принимает правый приток — балку Солёная. (на карте 1836 года — овраг Асчи). Водоохранная зона реки установлена в 100 м.

## Этимология
Разнообразные названия реки Чорох-Су восходят к родоплеменным именам — чоро, чорос, серен, андайлы земли беев Ширинских. В исторических документах встречаются различные варианты названия: Серен-Су, Рассан-Бай, Гассан-Бай, Ширин-Су, Малый Андалей, Малый Индол. На карте, которой в 70-е годы XVIII века пользовался генерал-поручик А. В. Суворов, данная река именуется Бузлык (в переводе с тюркских языков «ледяная»). В это же время было употребительным и другое её название — Ширин-Су, что в переводе с персидского означает «сладкая» (Шарль Монтандон в «Путеводителе путешественника по Крыму, украшенный картами, планами, видами и виньетами…» 1833 года приводит вариант Сирен-Су). Но уже во второй половине XIX столетия местные прозвали её «Чурук-Су» или «Чюрюк-Су», что в переводе с крымскотатарского означает «гнилая, испорченная, никуда не годная вода». Причиной этому стали стоки кожевенных мастерских, разместившихся по берегам речки в г. Старый Крым и окрестных сёлах.